# Lommagölen (Ås socken, Småland)
Lommagölen är en sjö i Gislaveds kommun i Småland och ingår i Lagans huvudavrinningsområde.